# Kanorado (Kansas)
Kanorado es una ciudad ubicada en el condado de Sherman en el estado estadounidense de Kansas. En el año 2010 tenía una población de 153 habitantes y una densidad poblacional de 218,57 personas por km².

## Geografía
Kanorado se encuentra ubicada en las coordenadas 39°20′9″N 102°2′10″O / 39.33583, -102.03611 (39.335769, -102.036100).

## Demografía
Según la Oficina del Censo en 2000 los ingresos medios por hogar en la localidad eran de $24,265 y los ingresos medios por familia eran $24,250. Los hombres tenían unos ingresos medios de $20,750 frente a los $20,625 para las mujeres. La renta per cápita para la localidad era de $8,616. Alrededor del 47.5% de la población estaban por debajo del umbral de pobreza.